# Missing Daughters
Missing Daughters è un film muto del 1924 diretto da William H. Clifford.
È un film drammatico statunitense con Eileen Percy, Pauline Starke e Claire Adams.

## Produzione
Il film, diretto da William H. Clifford su un soggetto dello stesso Clifford, fu prodotto dalla Choice Productions.

## Distribuzione
Il film fu distribuito negli Stati Uniti dal 25 maggio 1924 al cinema dalla Selznick Distributing Corporation.
Altre distribuzioni:
- in Portogallo il 6 gennaio 1927 (Tenham Cautela, Meninas)
- negli Stati Uniti nel gennaio del 1933 (redistribuzione della Quality Pictures con musica ed effetti sonori)